# Бедойя, Херардо
Хера́рдо Альбе́рто Бедо́йя Му́нера (исп. Gerardo Alberto Bedoya Múnera; родился 26 ноября 1975 года в Эбехико, Антьокия, Колумбия) — колумбийский футболист, полузащитник. В настоящее время занимает пост помощника главного тренера клуба «Санта-Фе».

## Клубная карьера
Бедойя начал свою карьеру в 1995 году в клубе «Депортиво Перейра». Во втором своем сезоне он стал футболистом основного состава и по его окончании перешёл в «Депортиво Кали», с которым в 1998 году выиграл Кубок Мустанга. За «Кали» он провел более 100 матчей и забил 5 голов.
В 2001 году он подписал контракт с аргентинским «Расингом». 28 августа в матче против «Росарио Сентраль» он дебютировал в аргентинской Примере. 30 сентября в поединке против «Сан-Лоренсо» Бедойя забил первый гол за новую команду. В том же году он выиграл Апертуру 2001 в составе «Расинга».
В 2003 году Херардо вернулся в «Депортиво», где доиграл до конца сезона. В начале 2004 года он подписал контракт с аргентинским «Колоном». 13 февраля в поединке против своей бывшей команды «Расинга» он дебютировал за новый клуб.
В начале 2005 года Бедойя перешёл в мексиканскую «Пуэблу». 16 января в поединке против «Крус Асуль» он дебютировал в мексиканской Примере. 23 января в матче против «Аталса» он забил свой первый гол и принес поеду своей команде. Вторую половину 2005 года Херардо провел в «Бока Хуниорс», но из-за высокой конкуренции почти не играл. В 2006 году он выступал за «Атлетико Насьональ». После этого Бедойя четыре сезона провёл в «Мильонариос». В 2010 году Херадо безуспешно пытался закрепиться в «Энвигадо» и «Бояка Чико».
В 2011 году Херардо перешёл в «Санта-Фе». 6 февраля в матче против «Депортес Толима» он дебютировал за новую команду. 17 апреля в поединке против «Кукута Депортиво» Бедойя забил два мяча и помог своей команде победить. 22 сентября 2012 года, во время матча против «Мильонариоса» проявил неоправданную агрессию, ударив ногой в голову лежащего соперника, Джонни Рамиреса, за что был удалён с поля.
Летом 2014 года Бедойя перешёл в «Форталеса Сипакира». 2 августа в матче против «Атлетико Уила» он дебютировал за новую команду. В этом же поединке Херардо забил свой первый гол за «Форталесу», реализовав пенальти. По окончании года Бедойя покинул клуб и присоединился к «Кукута Депортиво». 2 февраля 2015 года в матче против «Атлетико Хуниор» он дебютировал за новую команду. В этом же поединке Херардо забил свой первый гол за «Кукута Депортиво».

## Международная карьера
В 2000 году Бедойя дебютировал за сборную Колумбии. В том же году он был включен в заявку на участие в Золотом кубке КОНКАКАФ. На турнире он сыграл две встречи против сборных США и Ямайки. В матче против американской сборной он забил гол, но потом был удален с поля. По итогам соревнования он стал серебряным призёром.
В 2001 году в составе национальной команды он стал победителем Кубка Америки. На турнире Бедойя принял участие в поединках против Венесуэлы, сборных Чили, Эквадора, Перу, Гондураса и Мексики. В матче против Гондураса он забил гол. В составе национальной команды он выиграл турнир.
В 2003 году Херардо вместе с национальной сборной участвовал в Кубке Конфедераций. Он сыграл в матчах против сборных Франции, Новой Зеландии, Японии, Камеруна и Турции.
Херардо является обладателем антирекорда — 46 красных карточек в карьере.

## Достижения
Командные
 «Депортиво Кали»
- Чемпионат Колумбии по футболу — 1998
- Чемпионат Колумбии по футболу — Апертура 2004

 «Расинг (Авельянеда)»
- Чемпионат Аргентины по футболу — Апертура 2001

 «Санта-Фе»
- Чемпионат Колумбии по футболу — Апертура 2012

Международные
 «Колумбия»
- Кубок Америки — 2001
- Золотой кубок КОНКАКАФ — 2000